# Zombia
Zombia é um género botânico pertencente à família Arecaceae.